# ダライ・ラマ1世

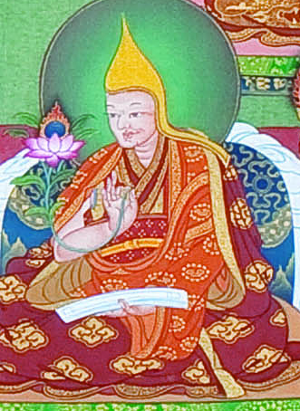
ダライ・ラマ1世

ダライ・ラマ1世（1391年 - 1474年）は、初代のダライ・ラマ。略名はゲンドゥン・ドゥプパ。
チベット仏教ゲルク派の開祖ツォンカパ大師の直弟子であった。
後、ゲルク派の高僧スーナム・ギャツォ（1543年-1588年）がモンゴルのアルタン・ハーンから「ダライ・ラマ」の称号を奉られ、ダライ・ラマの制度が始まった。その際、スーナム・ギャツォは自らをダライ・ラマ3世とし、ゲンドゥン・ドゥプパを追諡してダライ・ラマ1世とした。